# Здвинск
Здвинск — село, административный центр Здвинского района Новосибирской области. Образует Здвинский сельсовет.

## Название
Основано как заимка Таскаево. В 1896 году переименовано в Нижний Каргат, от гидронима Каргат. В 1933 году село получило название Здвинск в честь революционера М. С. Здвинского.

## География
Расположен в Барабинской низменности на реке Каргат, в 280 километрах к юго-западу от Новосибирска, в 80 километрах к югу от города Барабинск, где расположена железнодорожная станция на Транссибирской магистрали и рядом с которым проходит федеральная автомобильная дорога М-51 «Байкал».

## История
Здвинск основан в 1773 году как заимка Таскаево (по другим данным, в 1790 году). В 1896 году село было переименовано в Нижний Каргат, которое в 1925 году стало центром Нижне-Каргатского района. В 1933 году село получило название Здвинск в честь революционера М. С. Здвинского, а район был переименован в Здвинский.
В 1970-е годы в Здвинске был построен аэровокзал для регулярного авиационного сообщения с аэропортом «Новосибирск-Северный» города Новосибирска, но через двадцать лет полёты были прекращены.
В 1978 году Здвинск получил статус рабочего посёлка, но в 1992 году снова стал селом.

## Население
| 1959  | 1970  | 1979  | 1989  | 2002  | 2007  | 2010  |
| ----- | ----- | ----- | ----- | ----- | ----- | ----- |
| 3920  | ↘3613 | ↗4807 | ↗5841 | ↘5611 | ↗5885 | ↘5602 |
| 2012  | 2013  | 2014  | 2015  | 2016  | 2017  | 2018  |
| ↘5402 | ↘5265 | ↘5107 | ↘5012 | ↘4986 | ↘4921 | ↘4829 |
| 2019  | 2020  | 2021  |       |       |       |       |
| ↘4741 | ↗4768 | ↗4961 |       |       |       |       |

## Экономика
- Ремонтно-техническое предприятие.
- Лесхоз[23].
- Сырзавод
- Скотобойня
- Гортоп
- Дорожно-ремонтное предприятие

## Достопримечательности
Здвинский краеведческий музей. Музей был открыт в 1972 году под названием «Музей боевой и трудовой славы». Основателем музея явился Николай Трофимович Чухарев, собственно, открывшийся музей состоял полностью из документов и экспонатов собранных историком Чухаревым. Отдельное помещение музей получил в 1991 году. Музей содержит три зала с экспонатами, посвящённым истории Здвинска и Здвинского района. В качестве экспонатов выставлены археологические находки, оружие Гражданской и Великой Отечественной войн, старинные предметы крестьянского быта, старообрядческие нательные кресты, иконы колыванского и сузунского письма, чучела птиц. Главным источником археологической коллекции музея стал археологический памятник Чичабург, расположенный в 12 километрах от Здвинска на берегу озера Малая Чича. Из уникальных экспонатов в музее содержится бюст М. С. Здвинского из кованой меди, изготовленный на новосибирском заводе «Сибсельмаш».
Здвинская центральная библиотека.
Здвинская централизованная библиотечная система образовалась в 1978 году из 19 сельских массовых библиотек, районной библиотеки и детской районной библиотеки с общим книжным фондом в 217 тыс. экз., её посещали 15 тыс. читателей.
Районная детская библиотека была открыта в 1952 г. Книжный фонд составлял 20 636 экз., библиотеку посещали 1718 читателей в год.
В 2000 году районная центральная и детская библиотеки перешли в новое реконструированное здание по ул. К. Маркса, 6а.
В фонде библиотеки находится раритетное издание «Фауста» Гёте 1889 года. Иллюстрации в книге выполнены Энгельбертом Зейбертцем. Перевод А. Фета.

## Транспорт
Село Здвинск связано регулярным автобусным сообщением с городами Новосибирск (протяжённость пути — 418 километров) и Барабинск (протяжённость пути — 86 километров).